# Brama Berlińska w Poznaniu

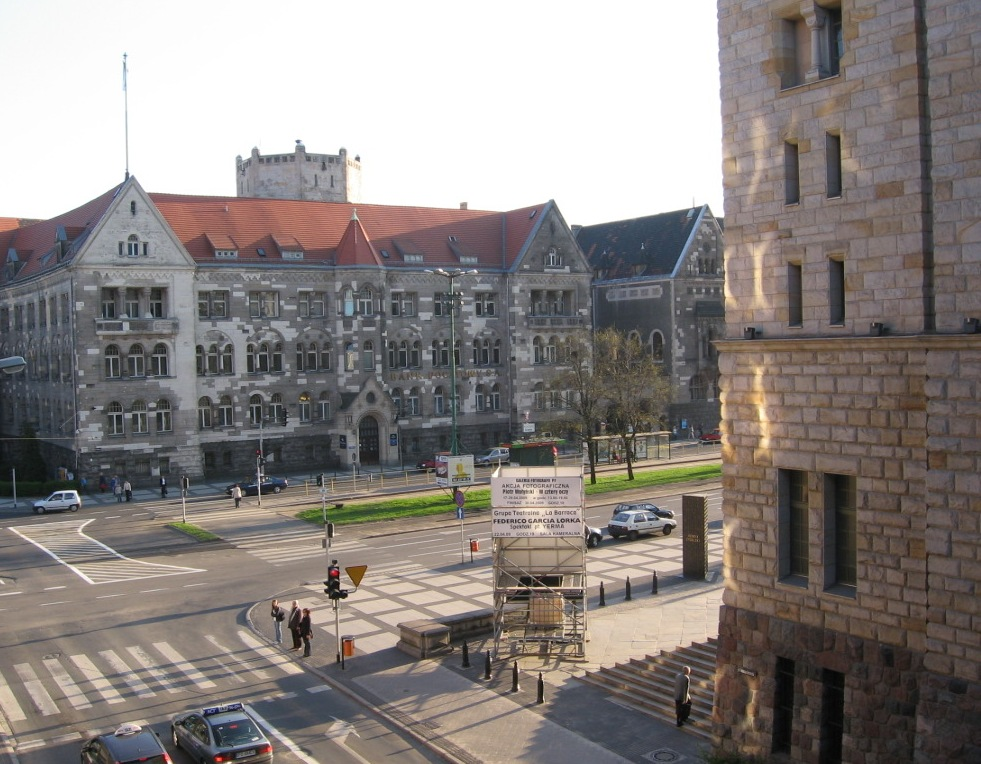
Miejsce pomiędzy Zamkiem Cesarskim a budynkiem Poczty Głównej, w którym znajdowała się brama

Brama Berlińska (niem. Berliner Tor) – zachodnia, główna brama poznańskiej twierdzy poligonalnej, wzniesiona w latach 1843–1849 według projektu sygnowanego przez dyrektora budowy Twierdzy Poznań, kpt. Reichela, w stylu historystycznym, w formach neoromańskich z elementami neogotyku. Znajdowała się pod prawym barkiem Kawalieru V Stockhausen i została uroczyście otwarta 26 sierpnia 1850. W latach 1867–1869, na skutek przebudowy, bramę przekształcono z trój- w czwórprzelotową. Po zniesieniu lewobrzeżnego rdzenia poligonalnego, rozebrano ją ok. 1905 roku. Brama znajdowała się w bezpośrednim sąsiedztwie skrzyżowania ul. Święty Marcin i Kościuszki, pomiędzy Zamkiem Cesarskim a budynkiem Poczty Głównej.

## Historia
Brama Berlińska wzniesiona została w latach 1843–1849. Ze względu na rosnący ruch i powstałe w jego wyniku problemy komunikacyjne, spowodowane m.in. jej strategicznym położeniem, budową w jej pobliżu dworca kolejowego, działaniami garnizonu oraz ulokowaniem przy bramie punktu poboru akcyz, poddano ją przebudowie w latach 1867–1869. Ostatecznie brama została zniesiona razem z twierdzą poligonalną i zburzona w 1901 roku.

### Budowa i funkcjonowanie
Budowla powstała w latach 1843–1849, podczas drugiego etapu budowy twierdzy, według założeń pruskiej odmiany systemu poligonalnego. Otwarcie bramy 26 sierpnia 1850 roku miało charakter uroczystości wojskowej i związane było z obchodami rocznicy jednej z bitew okresu wojen napoleońskich.
Znaczenie komunikacyjne bramy było ogromne, przebiegała przez nią szosa berlińska prowadząca w kierunku stolicy Niemiec, szosa wrocławska prowadząca na Śląsk, skierowano na nią również wiodącą w kierunku Berlina szosę kostrzyńską. Przez bramę wiodła także droga w kierunku Buku o znaczeniu lokalnym.
Brama Berlińska chroniona była przez patrole żołnierzy poznańskiego garnizonu jak również przez policję. Początkowo zamykana była na noc, przejście po zamknięciu było możliwe wyłącznie za okazaniem imiennej karty dostępnej dla osób cieszących się zaufaniem władz, jak również tych których obowiązki wymagały opuszczania nocą miasta. Od 1865 czynna była całą dobę.

### Problemy komunikacyjne
Brama Berlińska niemal od samego początku swego istnienia charakteryzowała się zbyt małą przepustowością, poważnie utrudniając komunikację w mieście. W 1865 przeprowadzono akcję liczenia pojazdów i osób pokonujących bramę. Doliczono się 1892 wozów, w tym 883 zaopatrzeniowych dziennie oraz 24 852 osób tygodniowo. Już w 1866 roku sporządzono pierwszy, niezrealizowany projekt jej przebudowy. W latach 1867–1869 brama została przekształcona w czwórprzelotową poprzez dodanie czwartej poterny przeznaczonej dla ruchu kołowego.
Komunikacyjne przeciążenie Bramy Berlińskiej spowodowane było przez kilka czynników. Jednym z nich było strategiczne położenie w miejscu styku kilku kluczowych szlaków komunikacyjnych. Ponadto przez bramę prowadziła bezpośrednia droga w kierunku powstałego w tym czasie Dworca Jeżyckiego oraz powstałego później Dworca Głównego (w 1865 przez Poznań przejeżdżały każdego dnia 44 składy kolejowe). W 1861 pojazdom zmierzającym na dworzec nadano priorytet przy przejeździe. Zaopatrzenie miasta w żywność i inne towary również opierało się na Bramie Berlińskiej, stąd też problemy ze znaczną liczbą ciężkich wozów zaopatrzeniowych (z czasem zakazano im przejazdu przez Bramę Berlińską, kierując je do innych bram) oraz tysiącami sztuk zwierząt – krów, świń, owiec – przeprowadzanych tędy do rzeźni. Przy Bramie Berlińskiej znajdował się ponadto punkt poboru akcyzy od towarów i zwierząt będącej formą podatku miejskiego, wiązało się to z częstymi próbami przemytu, opisywanymi przez prasę.
Najmniejsze problemy techniczne związane z bramą, jej okresowe remonty, takie jak wymiana nawierzchni (w latach 60. XIX wieku wyłożono sprowadzoną ze Szwecji kostkę granitową), renowacja mostu zwodzonego nad fosą, bądź żurawia powodować mogły paraliż komunikacyjny miasta. Ówczesna gazeta opisywała przypadek oficera inżynierii, który przed południem 12 września 1861, po nocnej ulewie, podjął decyzję o zamknięciu dwóch bram, w tym Bramy Berlińskiej w celu sprawdzenia stanu mostów zwodzonych, powodując na ok. 45 minut całkowity paraliż komunikacyjny. Za swój czyn oficer skazany został na trzy dni aresztu. Ponadto każdego dnia wracające z ćwiczeń trzy bataliony 6. Pułku Grenadierów maszerowały przez bramę czyniąc ją niedostępną dla ruchu przez ok. 10 minut.
W roku 1868 przez fundamenty bramy poprowadzono rury wodociągu miejskiego.
W 1880 przez bramę poprowadzono linię tramwaju elektrycznego oraz zastąpiono stary drewniany most nowym, o konstrukcji stalowej.

### Zburzenie
Ostatecznie ze względu na negatywny wpływ na warunki życia w Poznaniu, staraniem władz miejskich doprowadzono do zniesienia lewobrzeżnego rdzenia poligonalnego i w 1901 roku, jeszcze przed oficjalną decyzją o zniesieniu twierdzy, Brama Berlińska została wyburzona. W wyniku zniszczenia bramy, ulica Święty Marcin została przedłużona w kierunku zachodnim, stając się później na tym odcinku elementem ringu Dzielnicy Cesarskiej. Jeszcze w czasie rozbiórki, w sąsiedztwie bramy, w miejscu zniwelowanego wału poprowadzono nową linię tramwajową.

## Opis budowli
Brama Berlińska zbudowana została z cegły klinkierowej na cokole z ciosów granitu o prostokątnym licu, nieotynkowana elewacja budowli była trójosiowa. Zwieńczono ją kamiennym gzymsem oraz pełniącym funkcję dekoracyjną i symbolicznym krenelażem, mogącym przywodzić na myśl idee dominacji władz pruskich nad Wielkopolską. Pod względem stylu jej formy zbliżone były do architektury normandzkiej. Aż do przebudowy posiadała potrójny przepust składający się z trzech sklepionych kolebkowo potern o długości 27,63 m. Środkowa poterna, o wysokości 5,18 m i szerokości 5,65 m przeznaczona była dla ruchu kołowego i jeźdźców, natomiast dwie boczne (wys. 3,14, szer. 2,51 m) dla pieszych. W wyniku przebudowy brama zaopatrzona została w czwartą poternę, dzięki której zwiększyła się przepustowość bramy dla ruchu kołowego (dwie środkowe poterny, wyższe i szersze niż dwie boczne). Pokonujących bramę obowiązywał ruch prawostronny. Brama zaopatrzona była w dębowe, okute wrota. Budowlę ozdobiono ponadto znajdującym się pośrodku centralnych potern kartuszem herbowym.
Brama umiejscowiona została w prawym barku Kawalieru V, prowadził do niej esowaty przekop w stoku bojowym, stąd też niemal do bezpośredniego podejścia na przedbramie, była niewidoczna dla osób zmierzających w kierunku miasta.
W skład zespołu Bramy Berlińskiej wchodził: przepust pod wałem, przedbramie, most nad fosą (jej wymiary wynosiły: 20,9 m szerokości i 4 m głębokości) o części stałej i ruchomej, podnoszonej za pomocą żurawia oraz przejazd przez stok bojowy.
W bramie umieszczono ponadto niewielki magazyn prochu zaopatrujący sąsiadujące z nią elementy twierdzy. Stwarzało to potencjalnie zagrożenie eksplozją, stąd też wprowadzono w nim ścisłe procedury bezpieczeństwa, zakazując wchodzenia w podkutych, mogących skrzesać iskry butach, wnoszenie żelaznych przedmiotów, nakazano wchodzić do jego wnętrza w filcowych ochraniaczach nóg, mających zapobiegać elektrostatycznemu wywołaniu wybuchu.